# شورلت ۱۵۰

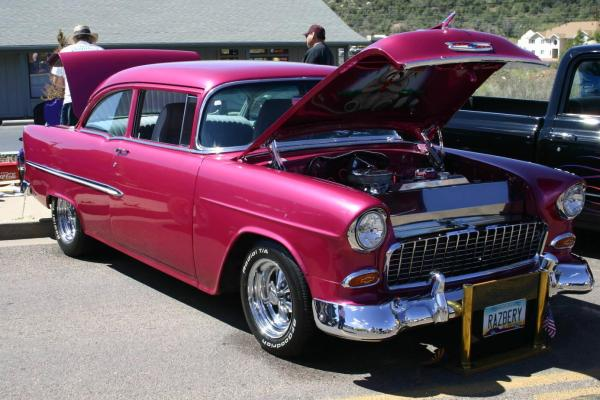

شورلت ۱۵۰ (Chevrolet ۱۵۰) خودرویی است که در سال‌های ۱۹۵۳ تا ۱۹۵۷تولید شده‌است.
طراحی آن خودروهای موتور جلو-محور عقب بوده است. 